# Ceràmica mina'i

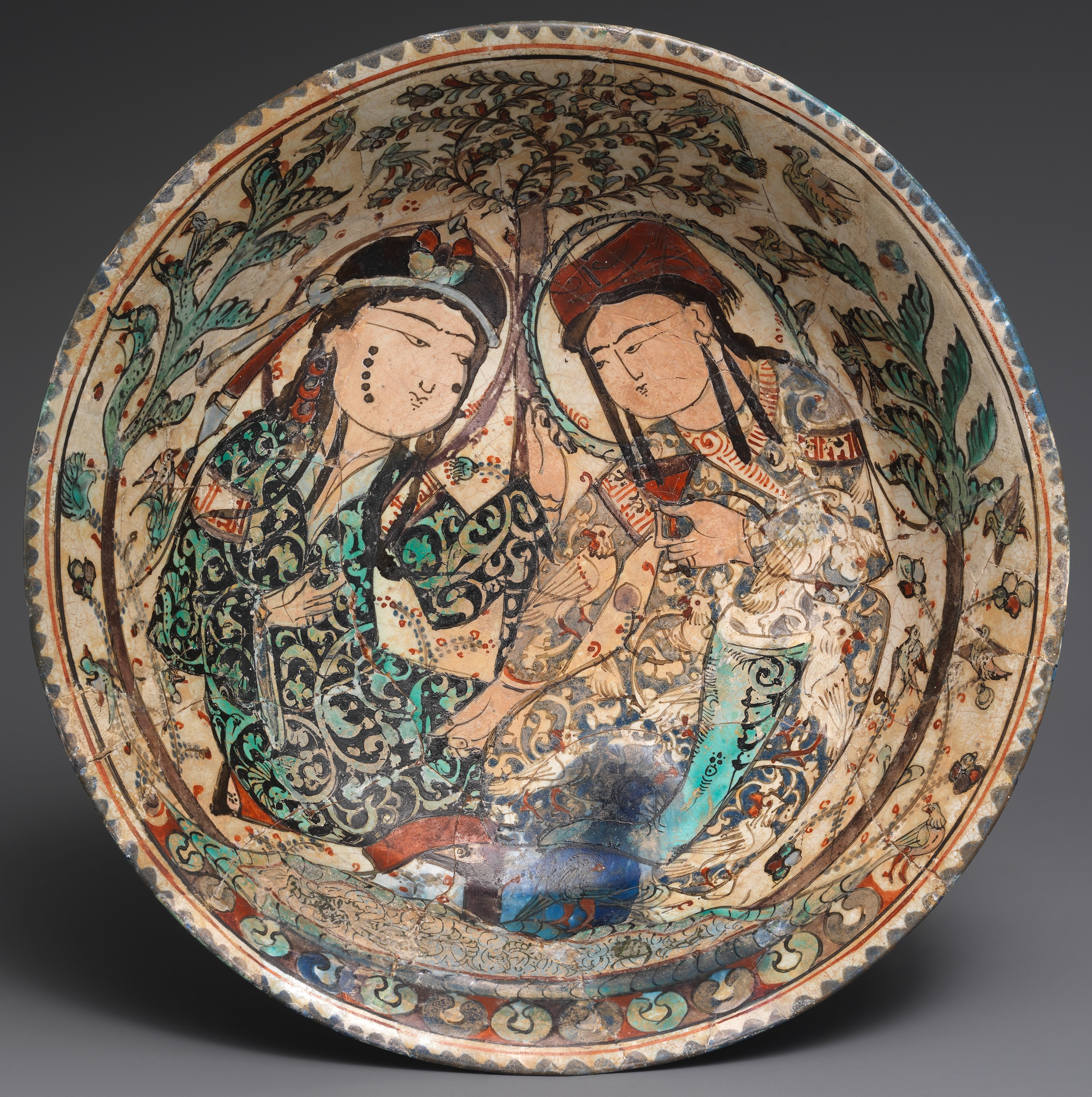
Bol amb parella en un jardí, cap al 1200. En aquest tipus d'escenes, les figures són força més grans que en altres temes habituals. Diàmetre 18,8 cm.

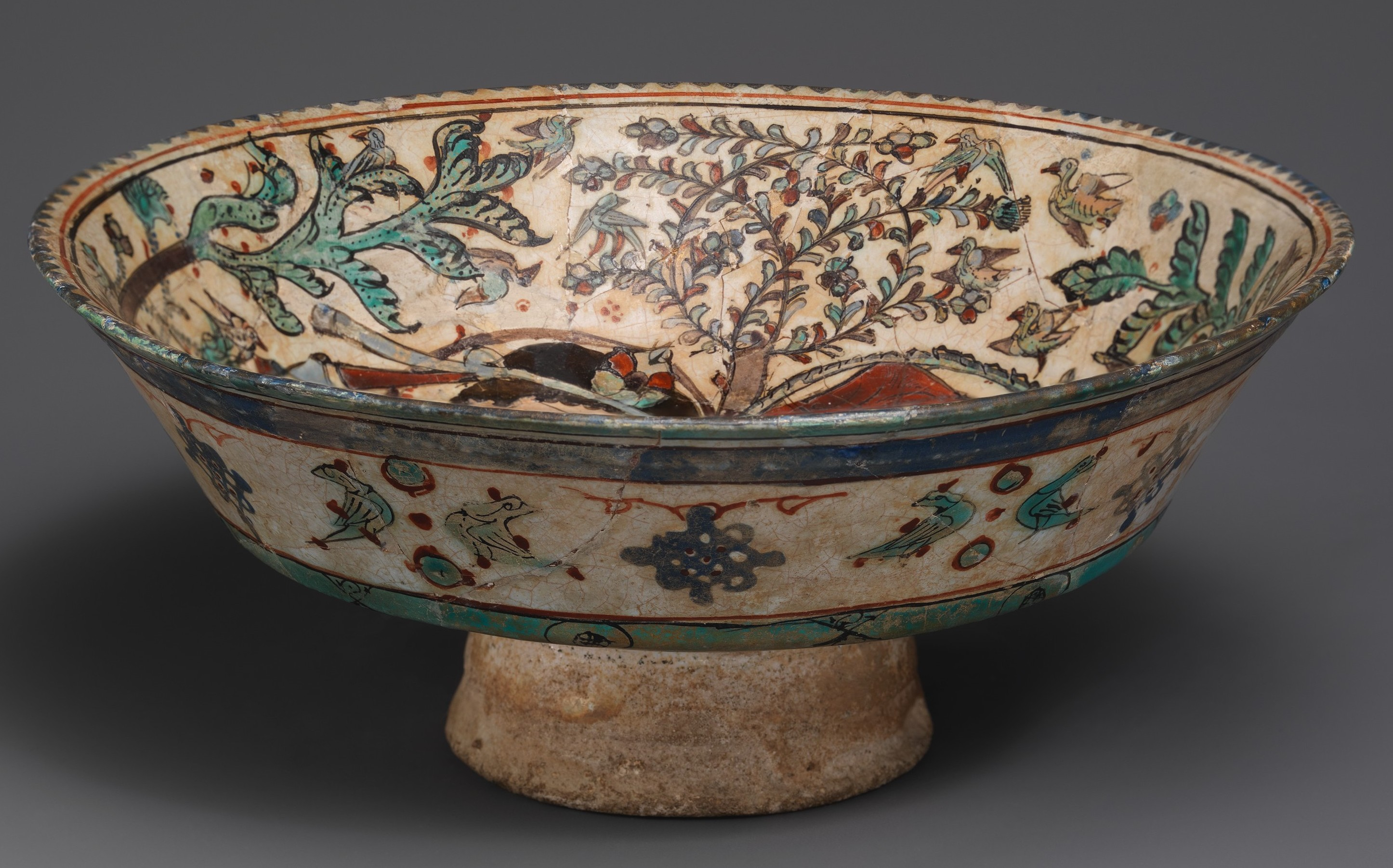
Vista lateral del mateix bol

La ceràmica mina'i és un tipus de ceràmica persa desenvolupada a Kaixan, Iran, durant les dècades prèvies a la invasió mongola de Pèrsia el 1219, després de la qual la producció va cessar. S'ha descrit com "probablement el més luxós de tots els tipus de ceràmica produïda a les terres islàmiques orientals durant l'època medieval". El cos de ceràmica vítria o pasta de pedra de color blanc està completament decorat amb pintures detallades que utilitzen diversos colors, incloses normalment figures.
És significatiu com la primera ceràmica que va utilitzar esmalts sobreglaçats, pintats sobre esmalt ceràmic fixat per cocció principal de brillantor; després de pintar la mercaderia es feia una segona cocció a una temperatura més baixa. " Mina'i (persa: مینایی), un terme utilitzat només per a aquestes mercaderies molt més tard, significa "esmaltat" en llengua persa. La tècnica també es coneix com a haft-rang, "set colors" en persa. Aquest va ser el terme utilitzat per l'escriptor gairebé contemporani Abu al-Qasim Kasani, que tenia antecedents en ceràmica. Aquesta tècnica es va convertir molt més tard en el mètode estàndard per decorar la millor porcellana europea i xinesa, encara que no és clar que hi hagués una connexió entre això i l'ús persa anterior de la tècnica. Com en altres períodes i regions en què s'utilitzaven els esmalts sobreglaçats, el propòsit de la tècnica era ampliar la gamma de colors disponibles per als pintors més enllà del grup molt limitat que pogués suportar la temperatura requerida per a la cocció principal del cos i l'esmalt, que en el cas d'aquestes mercaderies era d'uns 950 °C.
El període també va introduir la decoració sota esmalt a la ceràmica persa, al voltant de l'any 1200, i posteriorment les peces de mina'i sovint combinen tant la decoració amb l'esmalt inferior com el sobreesmalt. La major part de les peces estan datades de manera imprecisa com, per exemple, "finals del segle XII o principis del XIII", però les poques dates inscrites comencen a la dècada de 1170 i acaben el 1219. Les peces daurades sovint es daten cap al 1200 o després. Se suposa que l'estil i els temes de la pintura de la ceràmica mina'i es van extreure de la pintura manuscrita persa contemporània i la pintura mural. Se sap que n'hi havia, però no s'han conservat manuscrits il·lustrats ni murals del període anterior a la conquesta mongol, deixant la pintura de la ceràmica com la millor prova d'aquest estil.
La majoria de peces són bols, tasses i una varietat de recipients per abocar líquid: gerres i pots i gerres, només un grapat molt grans. Hi ha algunes peces considerades com a bols de mendicitat, o que utilitzen la forma associada a aquesta funció. Les rajoles són rares i potser es van dissenyar com a peces centrals envoltades d'altres materials, en lloc de col·locar-se en grups. Les rajoles mina'i trobades in situ pels arqueòlegs a Konya, a la Turquia moderna, probablement van ser fetes allí per artistes perses itinerants. S'han excavat fragments de ceràmica mina'i de "la majoria dels llocs urbans d'Iran i l'Àsia central" ocupats durant el període, encara que la majoria dels escriptors creuen que gairebé tota la producció es va produir a Kaixan.

## Mercaderies

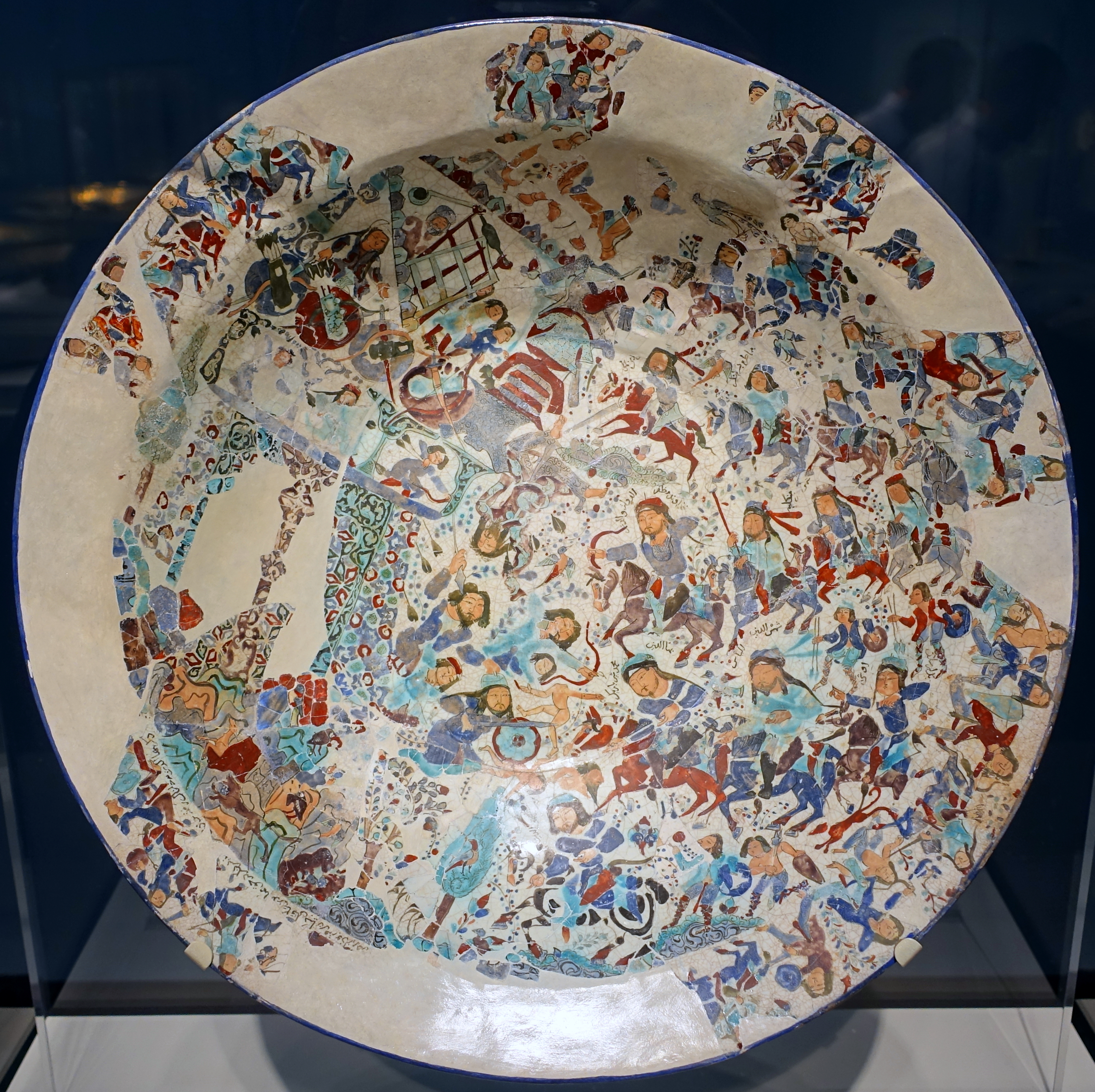
Bol gran amb escena de batalla, Freer Gallery of Art

El negre i el blau cobalt poden estar en esmalt inferior, amb la gamma més àmplia de colors en esmalt. A més de l'esmalt blanc habitual, s'utilitza un esmalt turquesa de colors en algunes peces, donant un fons a la pintura sobreglaçada. Els contorns dels dissenys es van fer en negre, amb línies fines de raspall. Algunes peces mina'i, que normalment es creu que són de la part posterior del període, utilitzen el daurat, de vegades en els patrons del cos que s'aixequen (probablement amb lliscament). Algunes peces combinen lluentor i pintura mina'i en diferents zones.
Una petita proporció de peces estan signades i datades. Watson registra deu peces d'aquest tipus, signades per tres terrissers, amb dates de 1178 a 1219. Per als lustres de Kaixan, els nombres equivalents són "més de noranta" peces, "potser sis" ceramistes i daten de 1178 i 1226; no hi ha peces datades fins al 1261, cosa que suggereix la interrupció duradora de la invasió mongol. Que les dues tècniques podrien ser produïdes pel mateix taller ho demostra el terrisser persa d'aquest període amb les peces més signades, Abū Zayd ibn Muḥammad ibn Abī Zayd de Kaixan, amb 15 peces. La data més antiga d'aquests és l'any 1186, en un bol mina'i, però la majoria de les peces són lluïdes, on les dates s'estenen fins al 1219.
Sota els il-kanats mongols, la pintura sobreesmaltada va continuar amb un estil nou i rar anomenat mercaderies lajvardina, però aquestes presentaven patrons més que figures, amb un blau profund esmaltat i una fulla d'or fixada en una segona cocció. El nom persa fa referència al lapislàtzuli, encara que s'utilitzava el blau de cobalt habitual.
L'estudi de la ceràmica mina'i es complica per una bona quantitat de restauracions i embelliments excessius per part dels comerciants després que les peces atreguessin l'atenció dels col·leccionistes, sobretot a Occident, a partir de finals del segle xix. Per exemple, l'entrada del catàleg d'un bol al Metropolitan Museum of Art, de la col·lecció Robert Lehman, registra que "Una àmplia restauració ha interferit amb la inscripció en determinades zones, i gairebé totes les parts de la decoració interior han estat sotmeses a una gran pintura".

## Iconografia

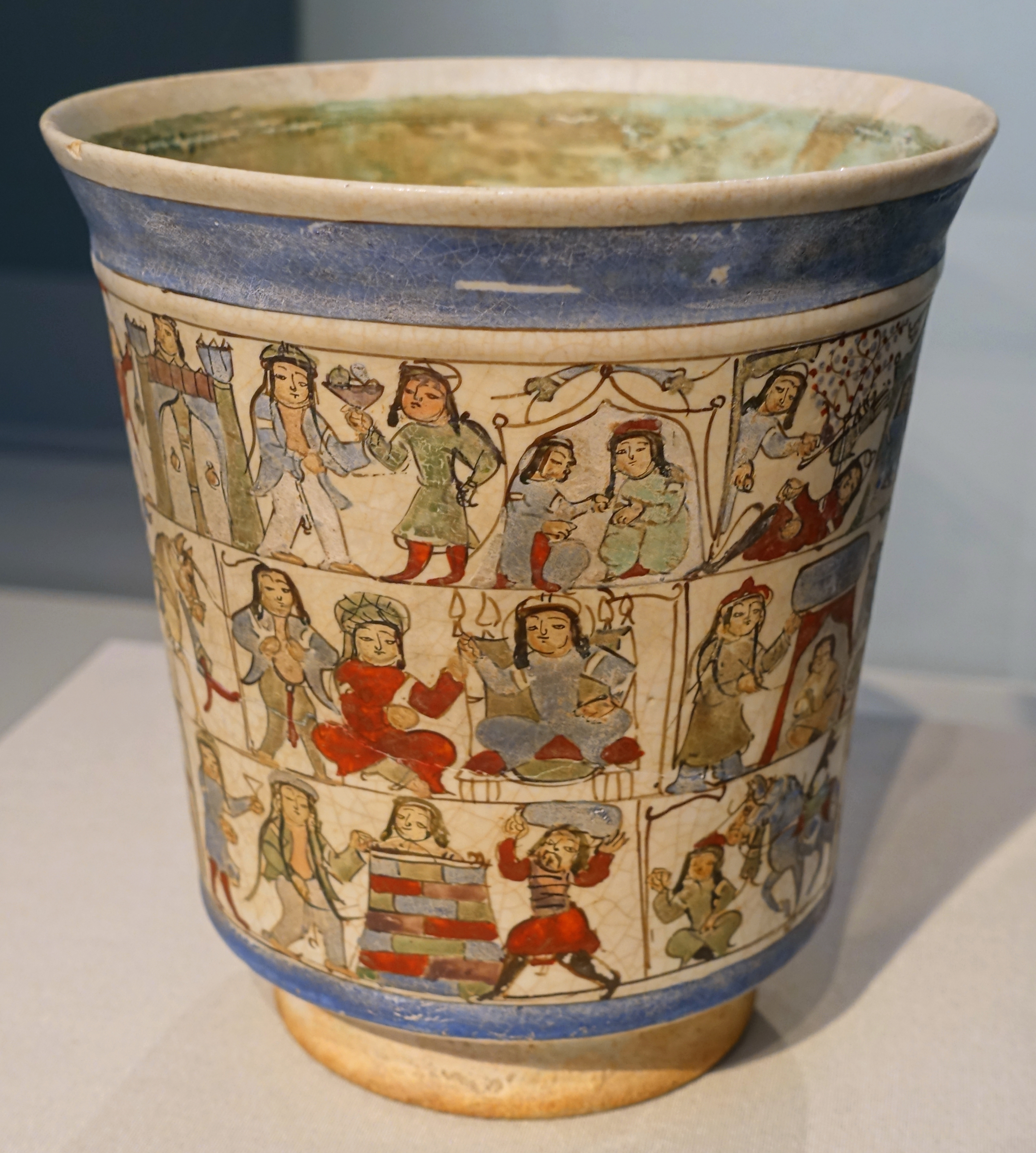
Vas de precipitats que il·lustra la història de Bijan i Manijeh de la Shahnama, Freer Gallery of Art.

Hi ha unes quantes peces amb dibuixos o dissenys totalment abstractes o geomètrics, però en la gran majoria de peces hi ha figures, normalment un nombre de petites. Són habituals imatges de governants entronitzats, flanquejats per assistents, així com figures de genets, que sovint es dediquen a activitats principesques com la caça i la falconeria. Els "governants inescrutables probablement mai no estaven destinats a representar governants particulars o els seus consorts", com tampoc les parelles d'amor. Motius similars abunden en altres mitjans; no queda clar fins a quin punt reflectien l'estil de vida real dels propietaris o usuaris de les peces; probablement aquests "poden indicar una aspiració o identificació general de classe mitjana" amb l'estil de vida principesc.
Els paons poden acompanyar els prínceps, i sovint hi ha números de la versió islàmica de l'esfinx, especialment al voltant de la vora exterior de les formes planes obertes. Es poden veure escenes i figures dels clàssics literaris perses. L'exterior dels bols elevats no sol estar pintat amb imatges, tot i que alguns tenen una decoració floral o abstracta relativament senzilla, però són habituals les inscripcions de text al voltant de la peça. Moltes d'ells provenen d'obres estàndard de la poesia persa, possiblement extretes d'antologies que haurien estat disponibles per als terrissers.
Un conegut bol baix de la Freer Gallery of Art (reconstruït a partir de fragments) és excepcional, tant per la seva mida de 47,8 cm d'ample, com pel seu disseny; és la placa més gran coneguda en la tècnica mina'i. Hi ha un nombre molt gran de figures, totes amb la petita mida pròpia d'altres peces més petites. Estan involucrats en una batalla, probablement un esdeveniment específic del període en què "un bastió d'Assassí va ser atacat per un petit príncep iranià i les seves tropes". Les vuit figures principals del costat victoriós s'anomenen en inscripcions al costat, amb noms turcs, i una màquina de setge i un elefant apareixen a l'escena.
Aquesta peça pot seguir una representació en una pintura mural o un altre mitjà, com ho pot fer un vas de precipitats "celebrat", ara també al Freer, que és l'exemple més complet d'un esquema iconogràfic extret dels clàssics literaris perses, en aquest cas el Shahnamé. Aquí s'explica tota una història en diverses escenes en tres registres al voltant de la copa.

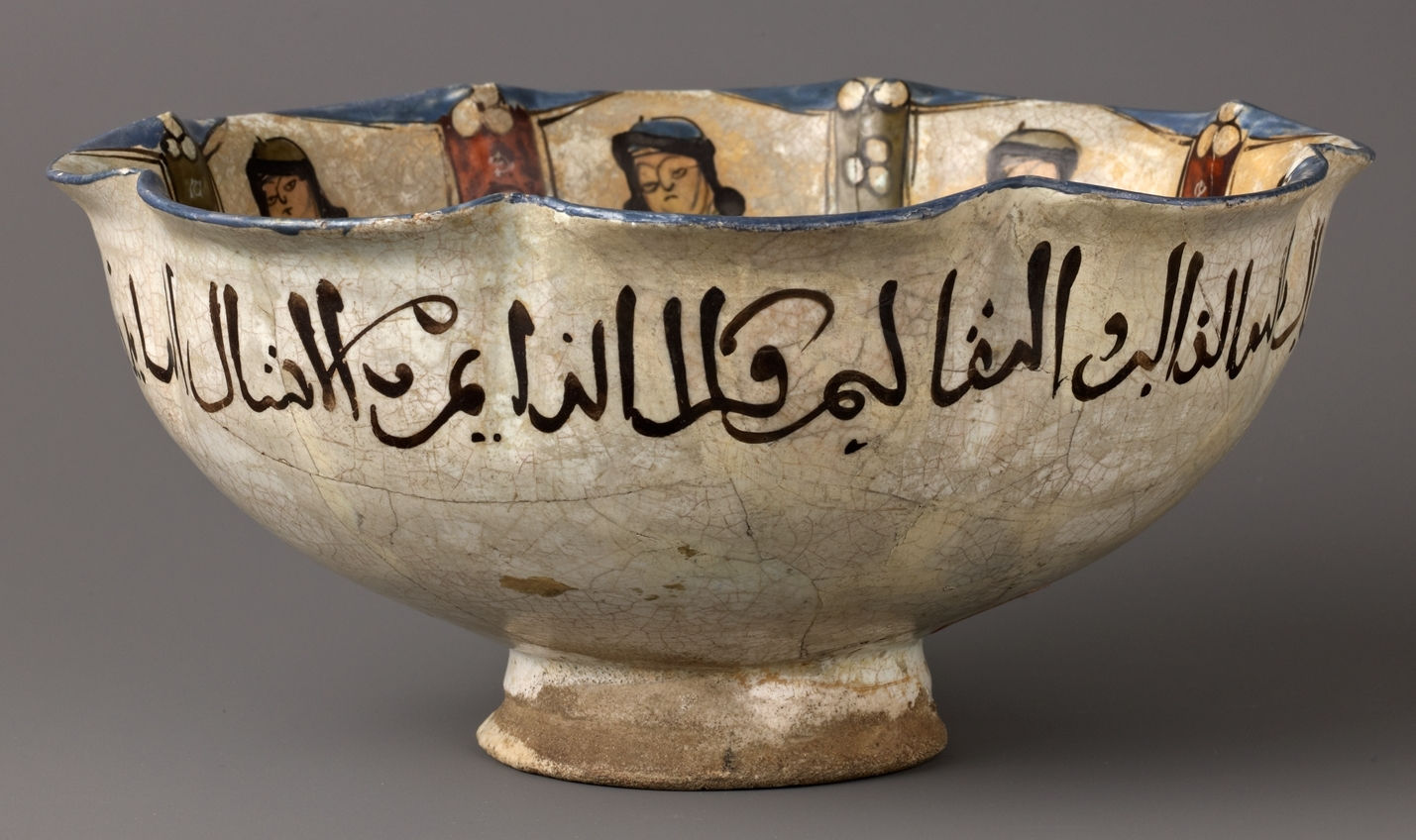
Exterior inscrit, on es llegeix "Triomf i vida duradora per al seu propietari: triomf i victòria triomfal [repetida dues vegades] i vida duradora... prosperitat perpètua i creixent i victòria triomfal i glòria duradora per al seu propietari" (que no s'anomena).

## Context
La ceràmica mina'i va començar a fer-se a Pèrsia en teoria quan formava part de l'Seljuk Empire, la dinastia dirigent de la qual i la màxima elit eren ètnicament turcs. Però Pèrsia va ser governada per la dinastia dels Khwarazm-xah, inicialment com a vassalls dels seljúcides, fins que el 1190 van trencar aquests llaços i van governar de manera independent fins a la devastadora conquesta mongol que va començar el 1219. Els cinquanta anys a partir del 1150 van veure un gran desenvolupament en ceràmica iraniana. En primer lloc, es va millorar molt el cos de l'objecte i els esmalts que s'hi feien servir, la qual cosa va permetre unes parets més primes i una mica de la translucidesa de la porcellana xinesa, que ja s'havia importat a Pèrsia, i era un gran competidor per als articles locals. Aquest cos de "ceràmica blanca" es va utilitzar per a una varietat d'estils de decoració, tots mostrant grans avenços en el refinament. A part de la ceràmica mina'i, la més luxosa era la pisa daurada, que també requeria una lleugera segona cocció. La peça persa datada més antiga és del 1179. El color principal de la pintura brillant utilitzada era l'or; això s'ha de distingir de l'aplicació de sobreglaçat de full d'or que es troba en moltes peces mina'i posteriors.

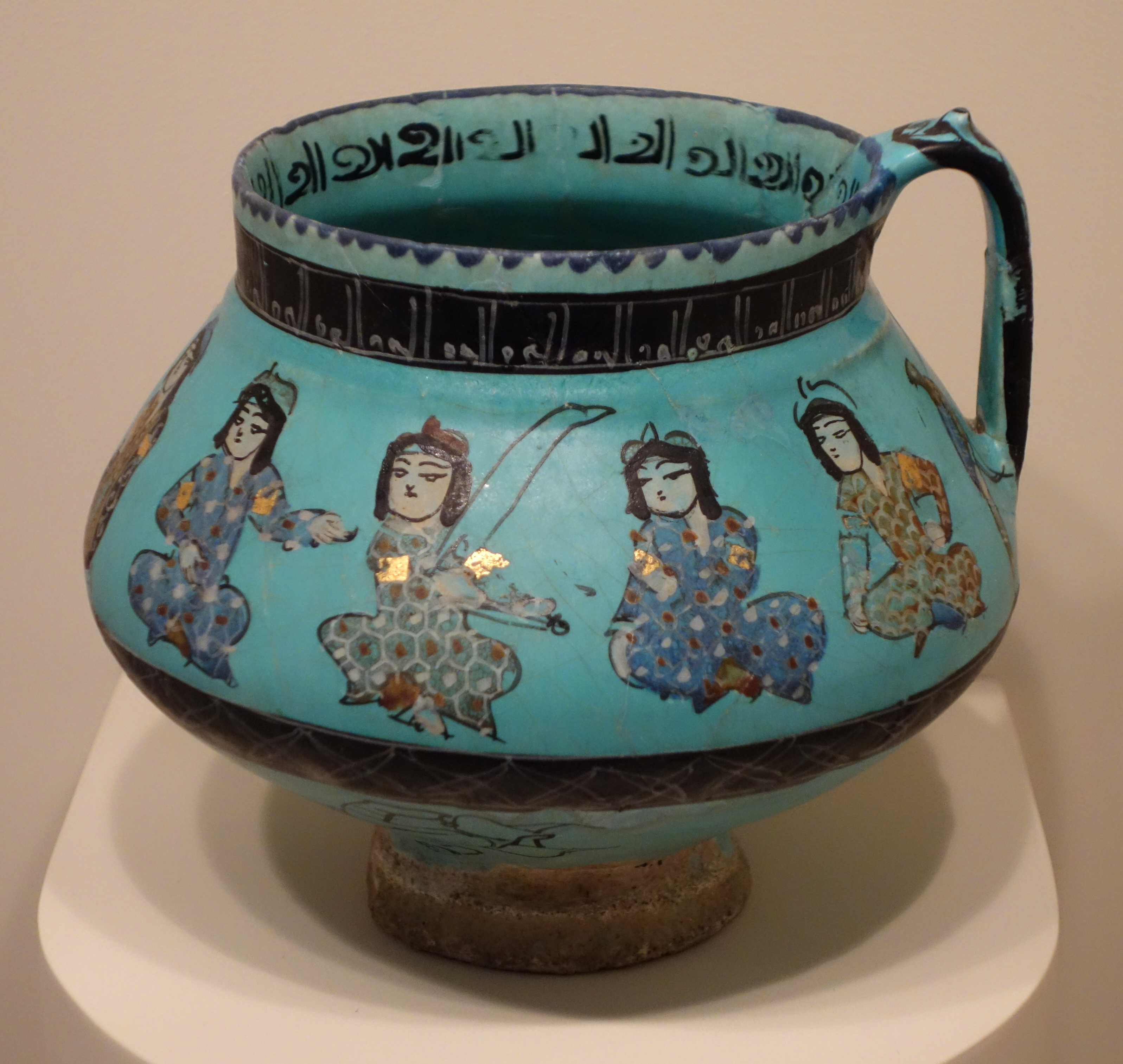
Gerra amb esmalt de color turquesa

No obstant això, el cos de "articles blancs" no va poder igualar la força de la porcellana xinesa, i encara que els historiadors lloen la delicadesa i la lleugeresa mina' i les peces brillants, dubten de la practicitat d'aquestes mercaderies cares, per la seva fragilitat. Les ceràmiques no eren objectes funeraris a les societats islàmiques, i gairebé totes les supervivències que ens han arribat es van trencar i probablement es van descartar després de trencar-se. La majoria dels llocs de troballa no estan registrats; algunes peces es van enterrar sense trencar, potser per amagar-les dels saquejadors. No obstant això, també hi ha falsificacions modernes, i Michelsen i Olafsdotter assenyalen que "ara cal desconfiar de qualsevol tros de mina'i, especialment aquells que semblen estar sencers i il·lesos". La seva àmplia anàlisi tècnica d'un plat gran i conegut ara al Museu d'Art Islàmic de Doha, Qatar, descobreix que gran part del plat està format per fragments originaris d'altres llocs (molt possiblement també medievals) que han estat remodelats per adaptar-se al plat, i després pintat perquè coincideixi amb l'esquema decoratiu.
Tot i que es considera luxós com a ceràmica, la nova lluentor persa i les mercaderies mina'i poden haver representat una alternativa d'estalvi de costos per als vaixells que utilitzen metalls preciosos, ja sigui en forma sòlida o com a incrustacions de llautó o bronze. Ja l'any 1100 l'economia de l'imperi seljúcida s'estava debilitant i la plata escassejava.
Lustreware no era una tècnica nova; s'havia utilitzat al món de parla àrab durant alguns segles, però era nou a Pèrsia. La seva difusió allà s'ha relacionat amb una fugida de terrissers de Fustat (El Caire) durant el turbulent col·lapse de l'Egipte fatimita cap al 1160. Atès que les formes dels lustres perses són locals tradicionals, és probable que els artesans refugiats fossin majoritàriament pintors de ceràmica en lloc de ceramistes. Els estils de pintura de llustre es poden connectar amb els anteriors a les terres de parla àrab d'una manera que no és possible per a la ceràmica mina'i, l'estil del qual, i possiblement els artistes, normalment es prenen com a dibuixos de la pintura manuscrita. És encara més clar per als estudiosos que la producció de lustres es va concentrar a Kaixan que no pas per a la ceràmica mina'i.

L'estil mina'i aviat va ser copiat en altres parts de l'imperi seljúcida, especialment a Síria. Però els creadors no coneixien els secrets de la tècnica del sobreglaçat i van utilitzar la pintura sota esmalt. Els secrets del sobreglaçat almenys poden haver estat detinguts per un petit nombre de famílies a Kashan. L'estil mīnākārī persa posterior era i és esmalt sobre una base metàl·lica, practicat des del segle XVIII fins a l'actualitat.

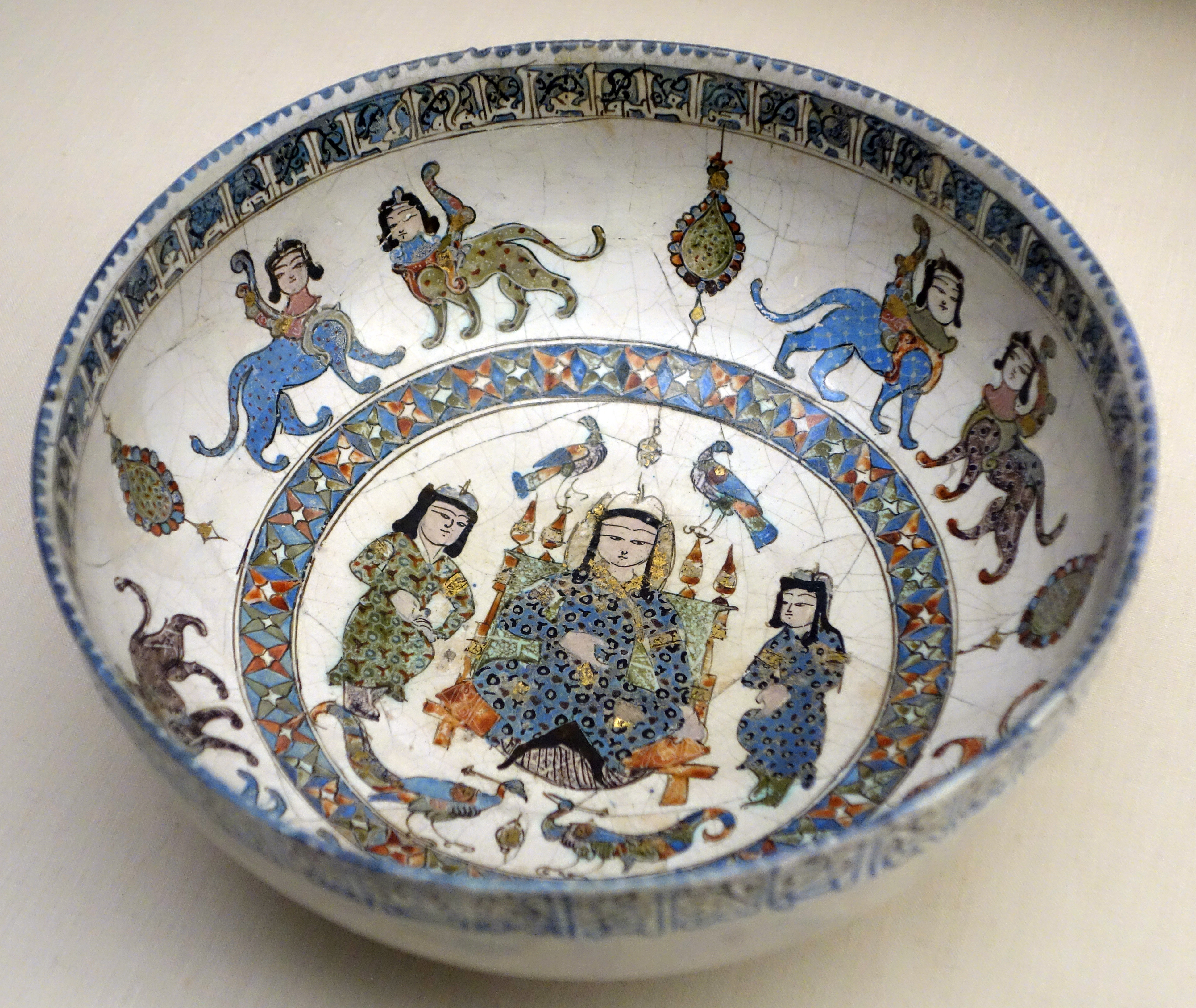
Bol amb regle i esfinxs
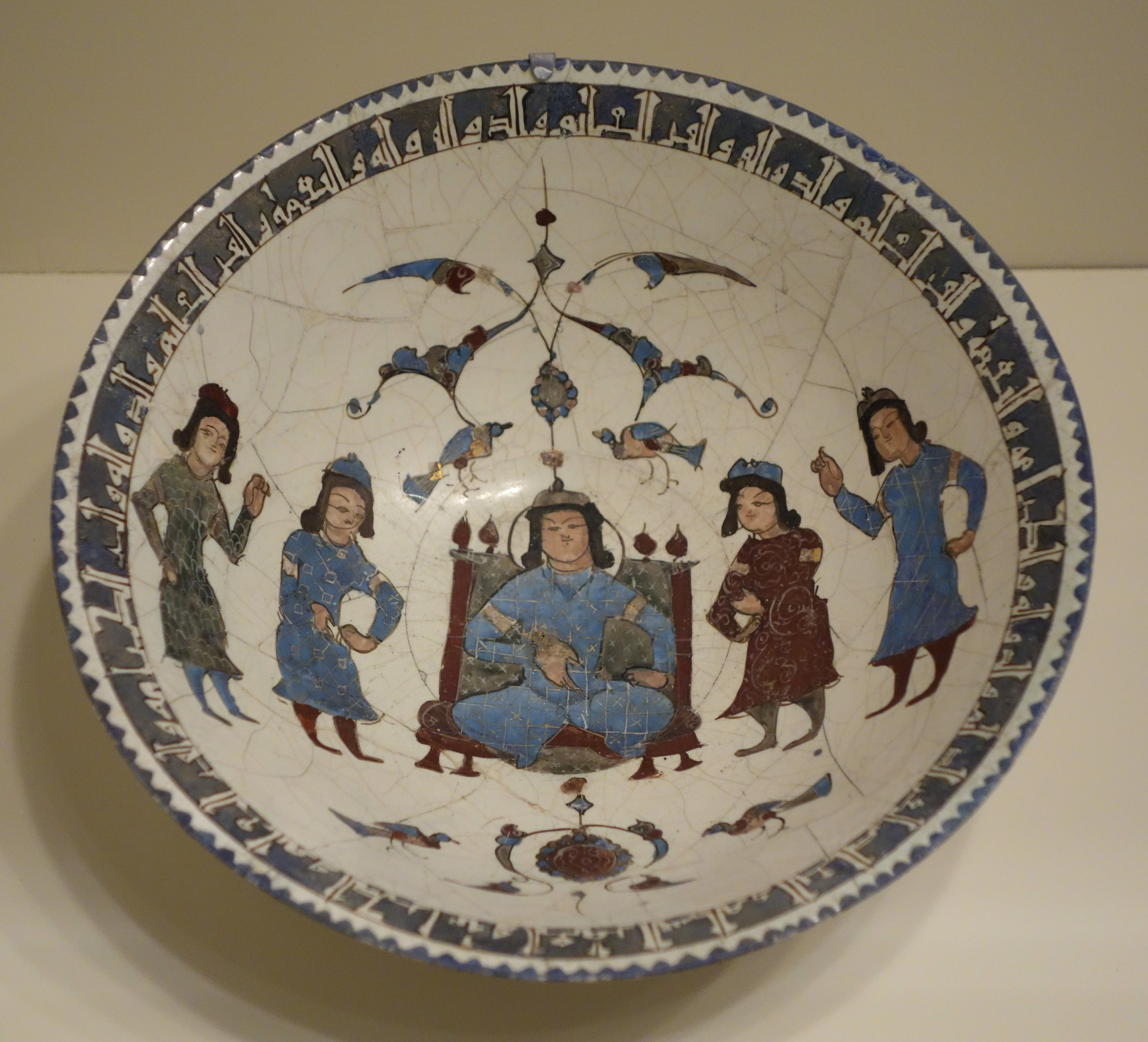
Figura entronitzada flanquejada per assistents.
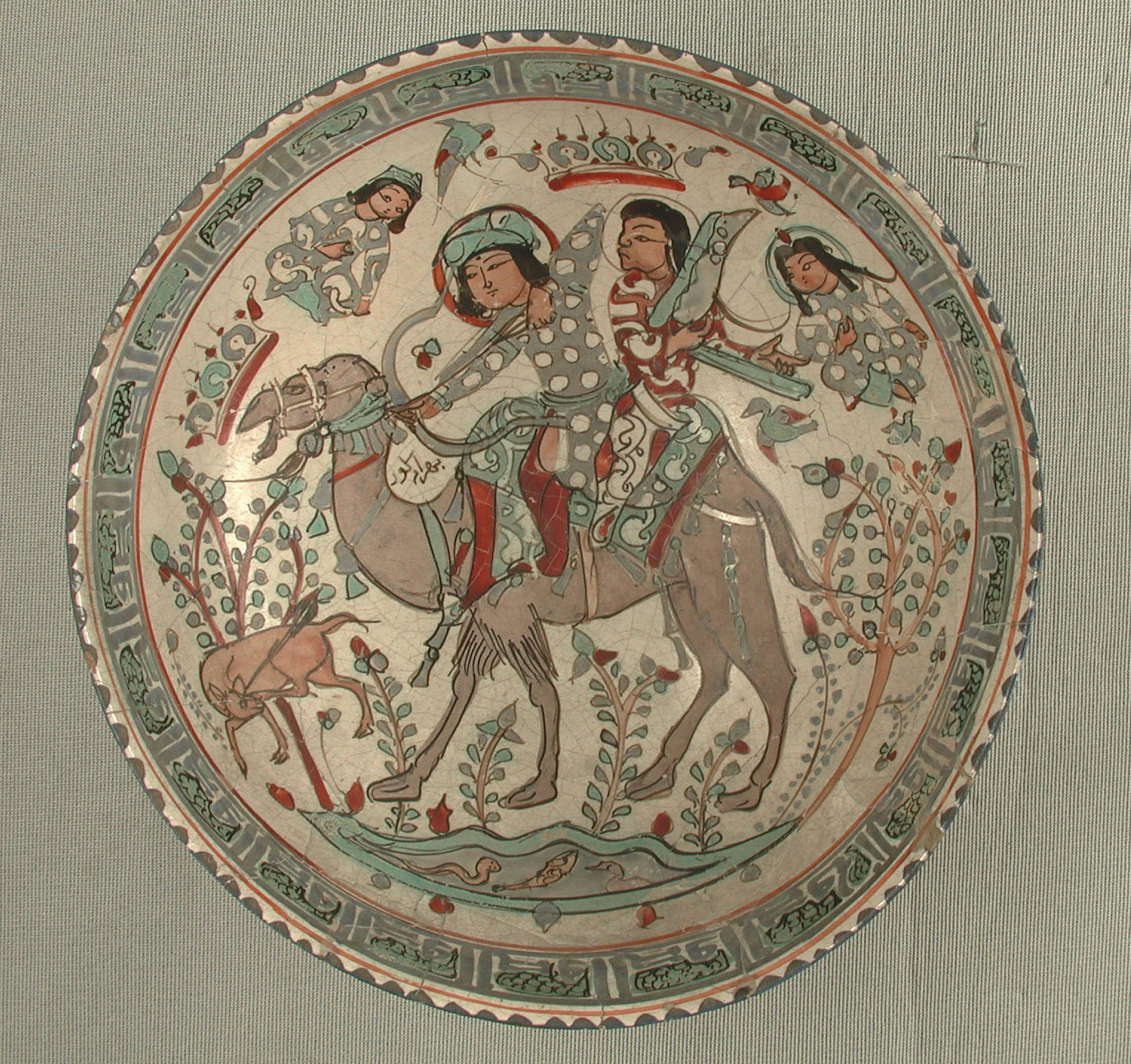
Bahram Gor caçant amb Azadeh ; 3 5/8 x 8 3/8 polzades. (9,2 x 21,3 cm)
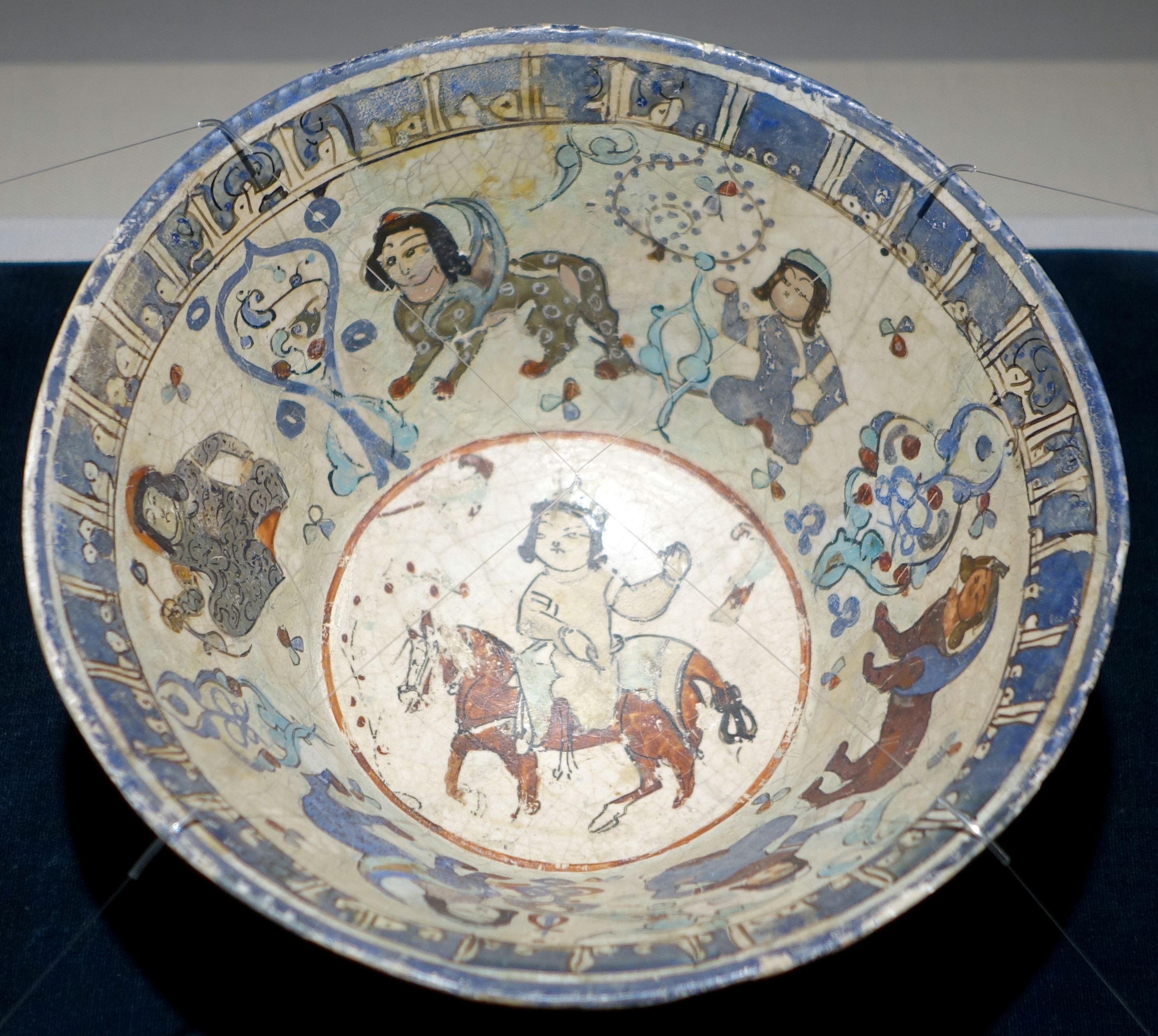
Genet al centre, amb esfinxs en una banda
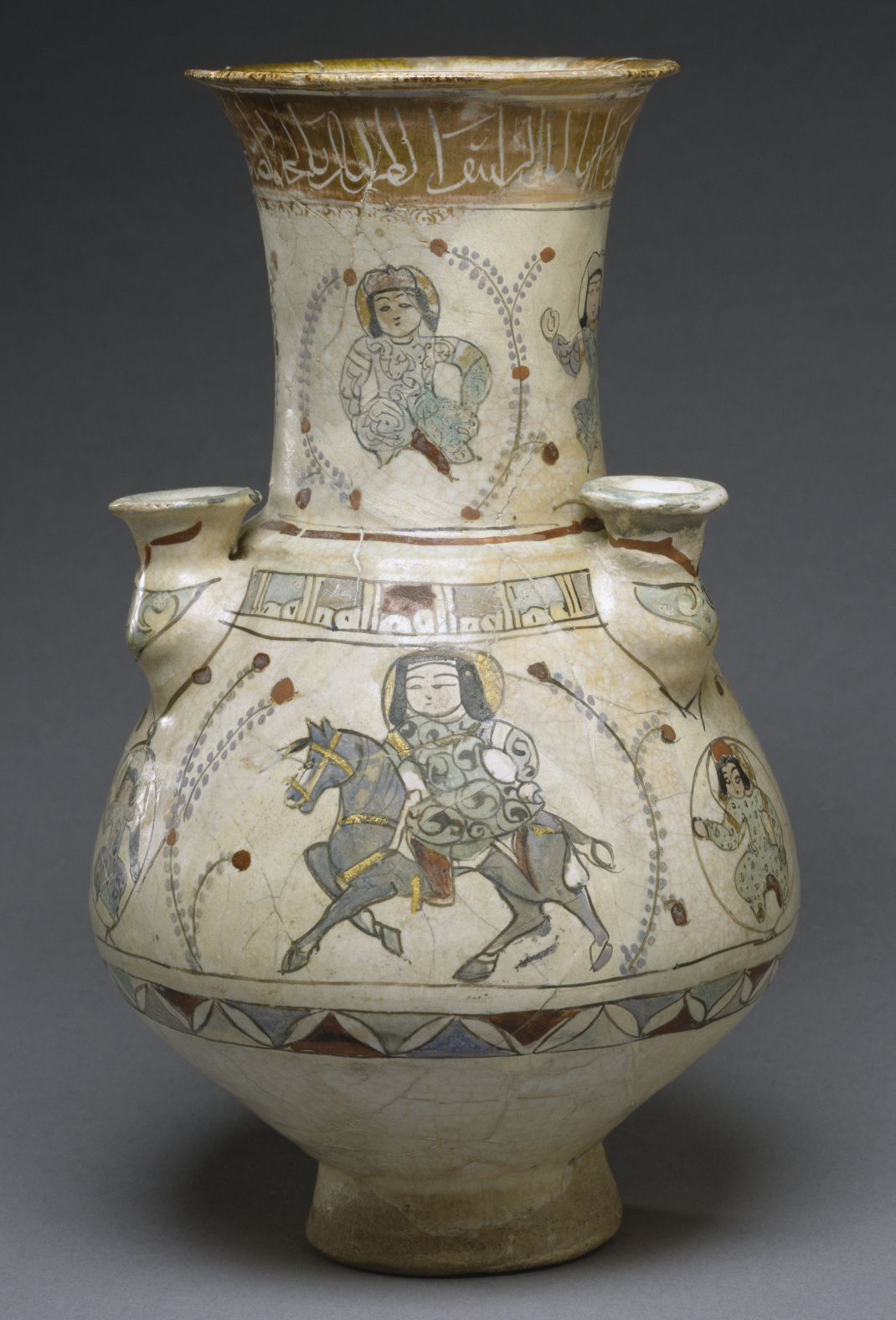
Gerra amb figures, combinant pintura brillant (a dalt) i mina'i; 22,5 × 12,8 cm (8,8 × 5 polzades)
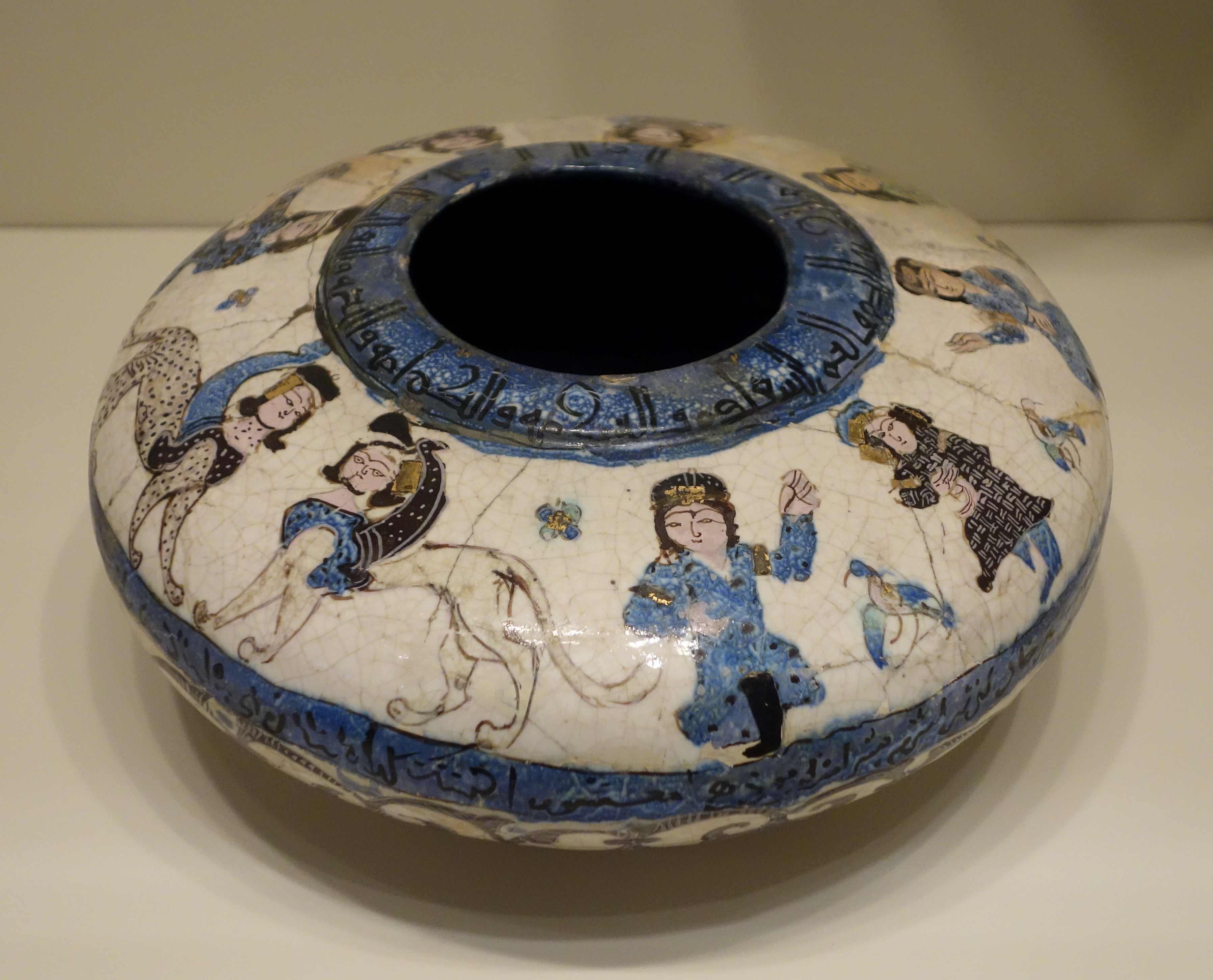
Bol de captaire amb esfinxs i figures assegudes; els colors inclouen el daurat
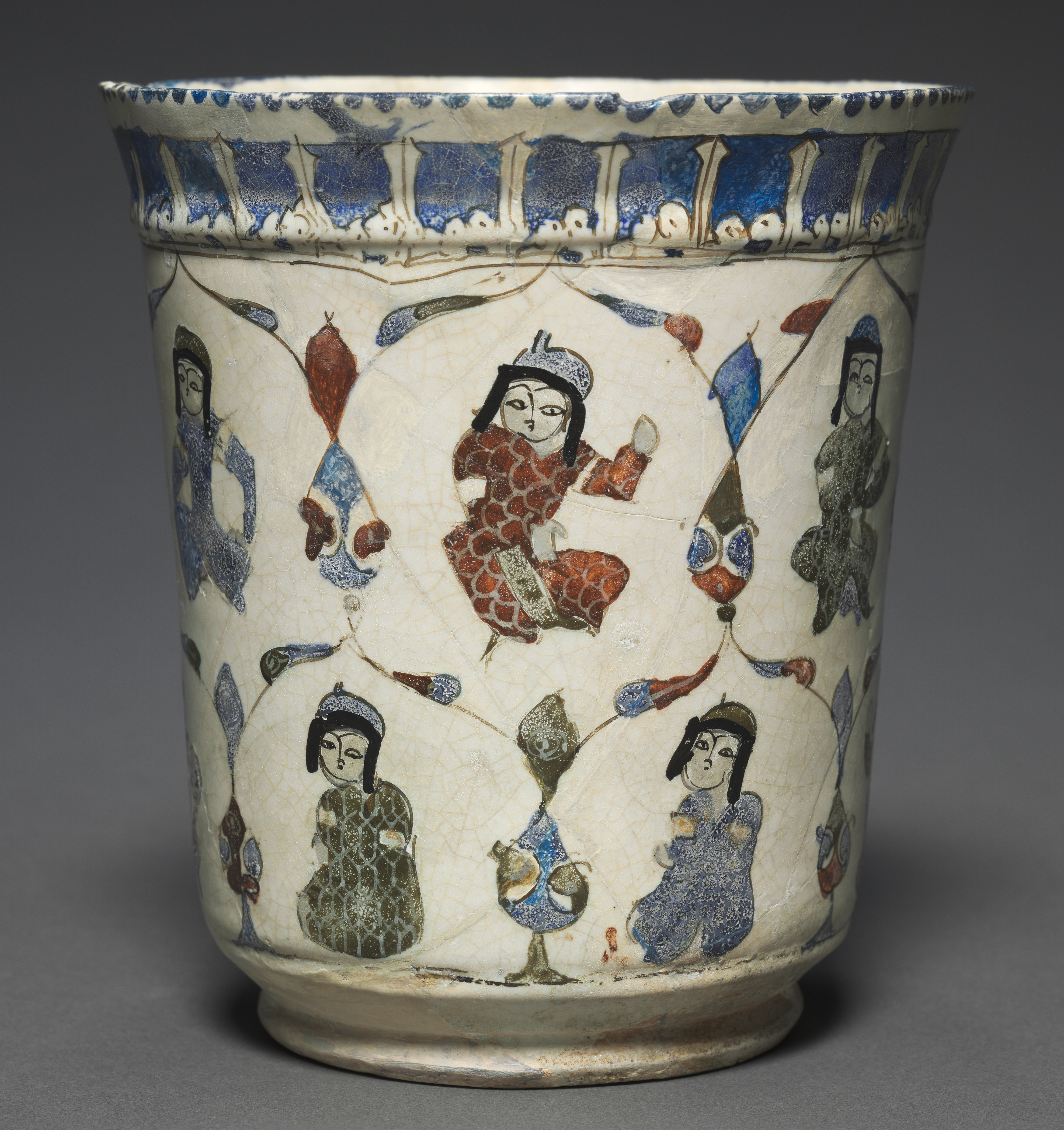
Vas de precipitats amb figures assegudes
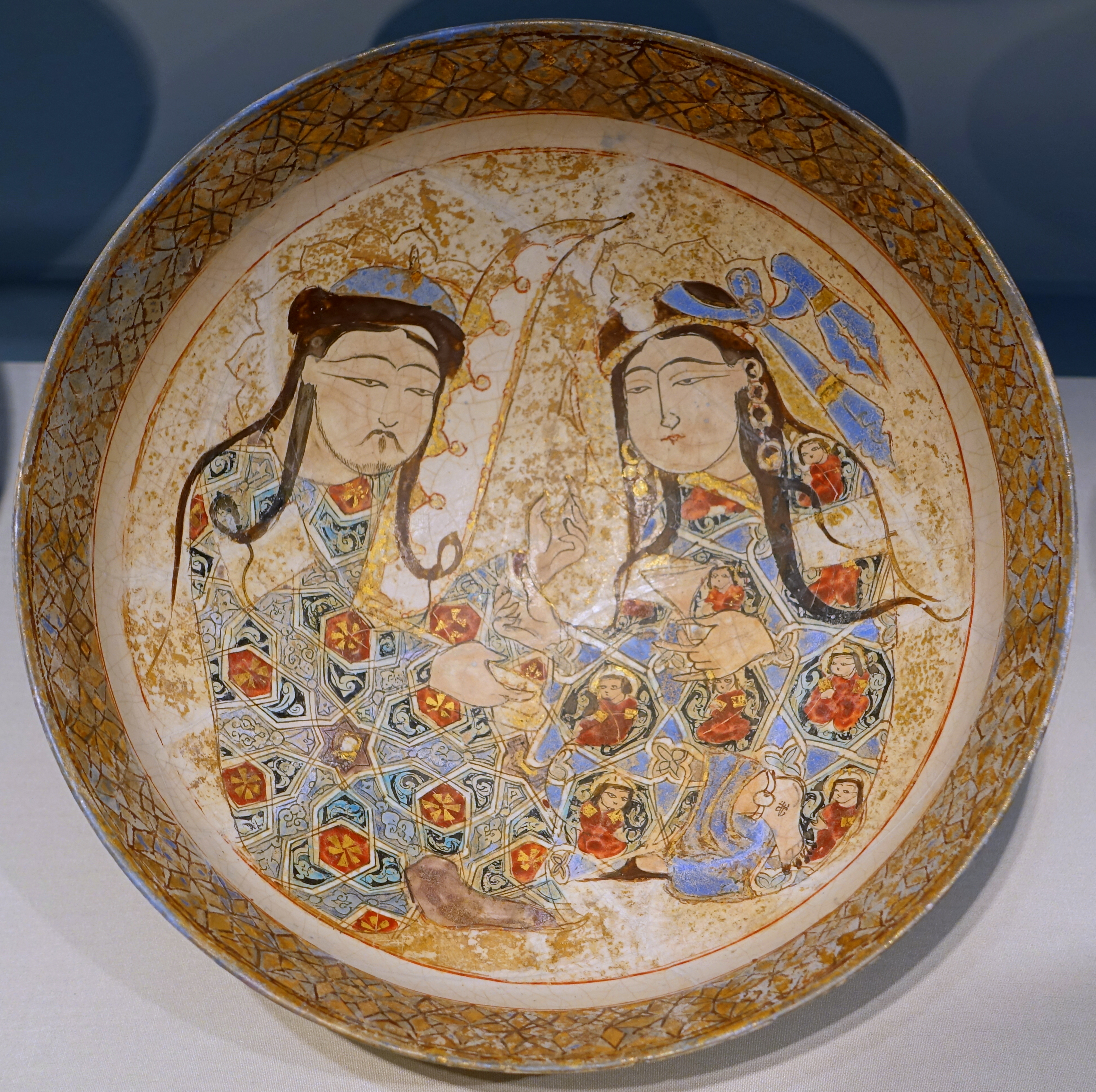
Parella
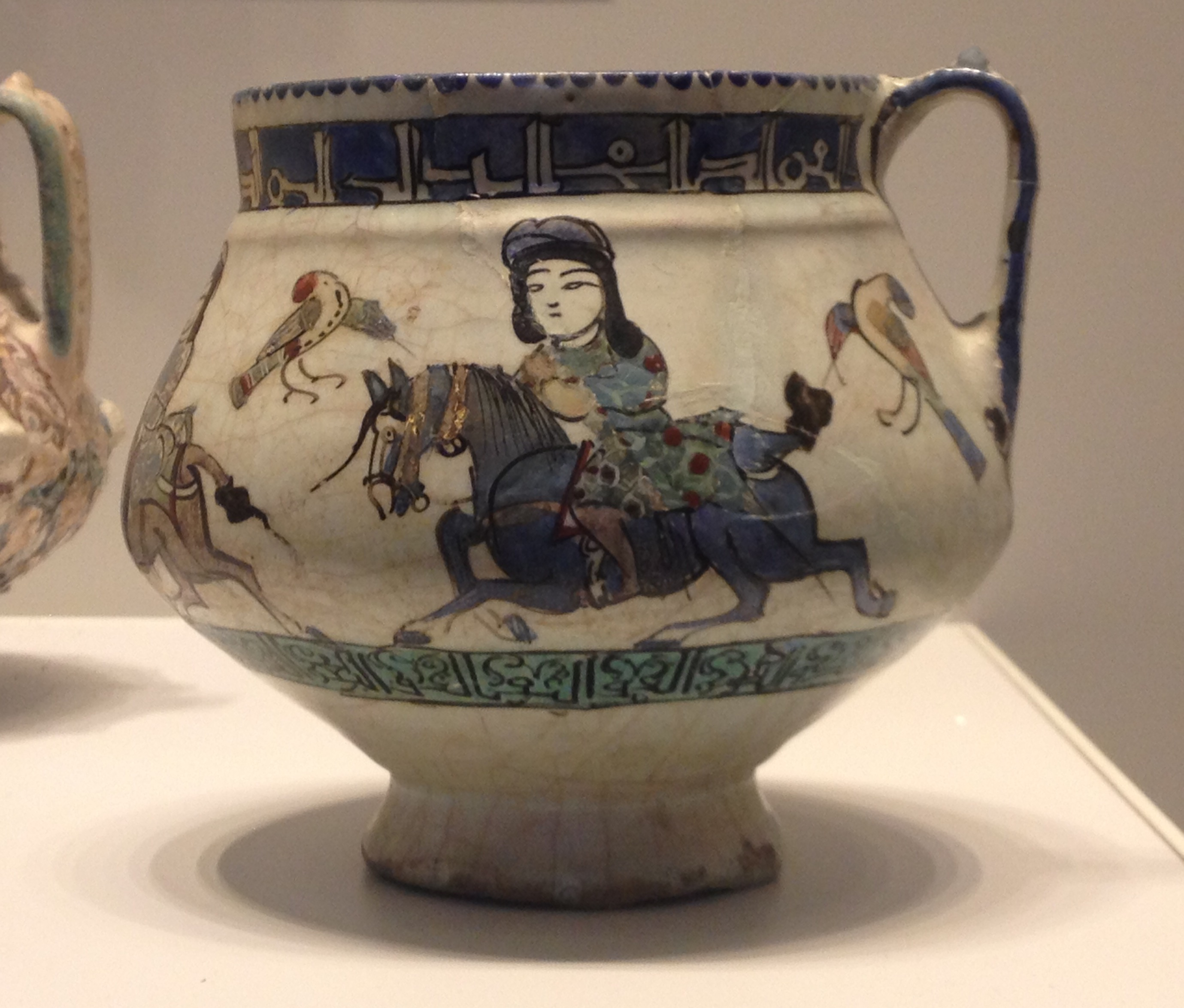
Gerró amb falconer muntat
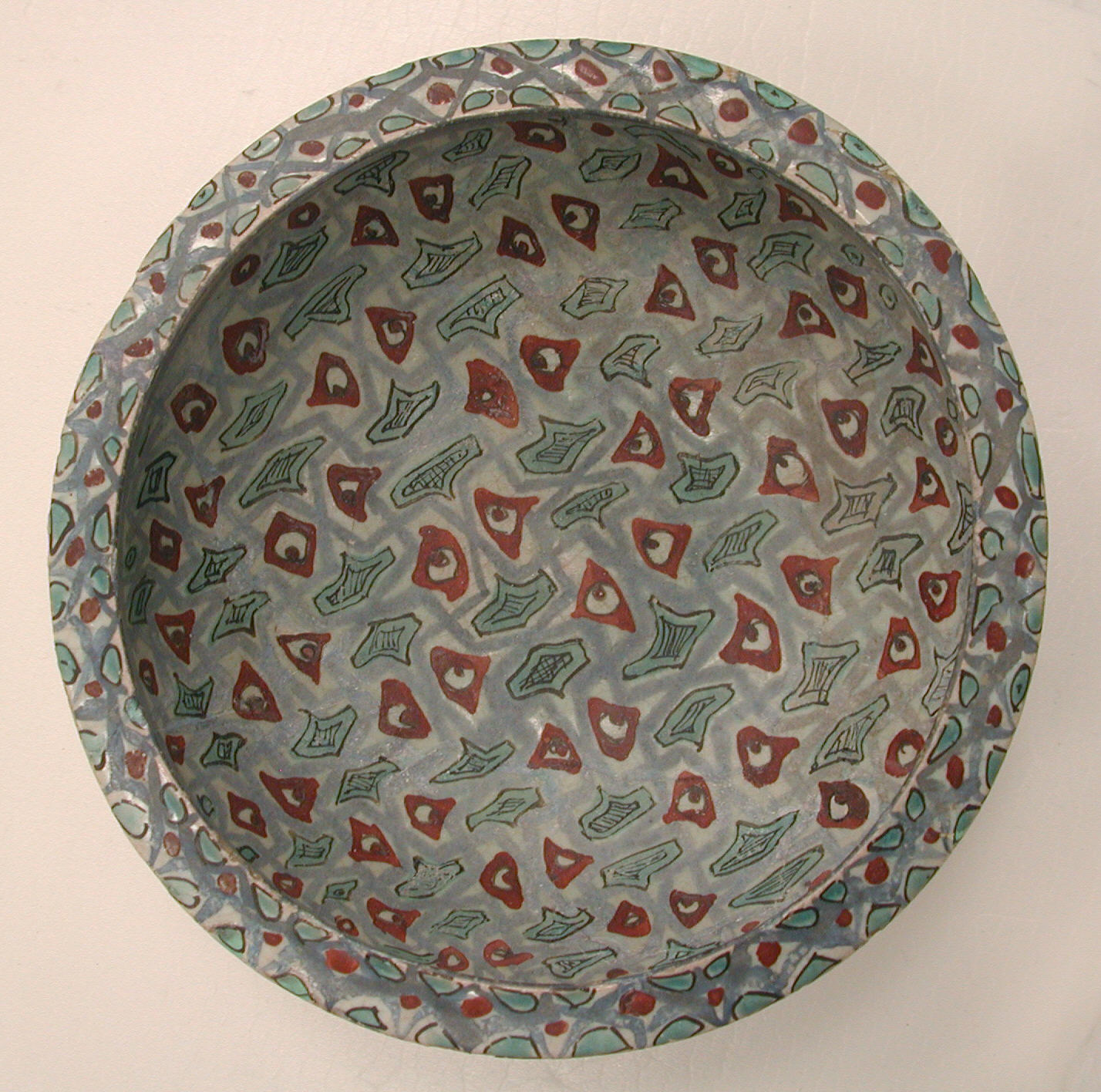
Bol amb dibuix abstracte, 6 1/4 polzades (15,9 cm) d'ample
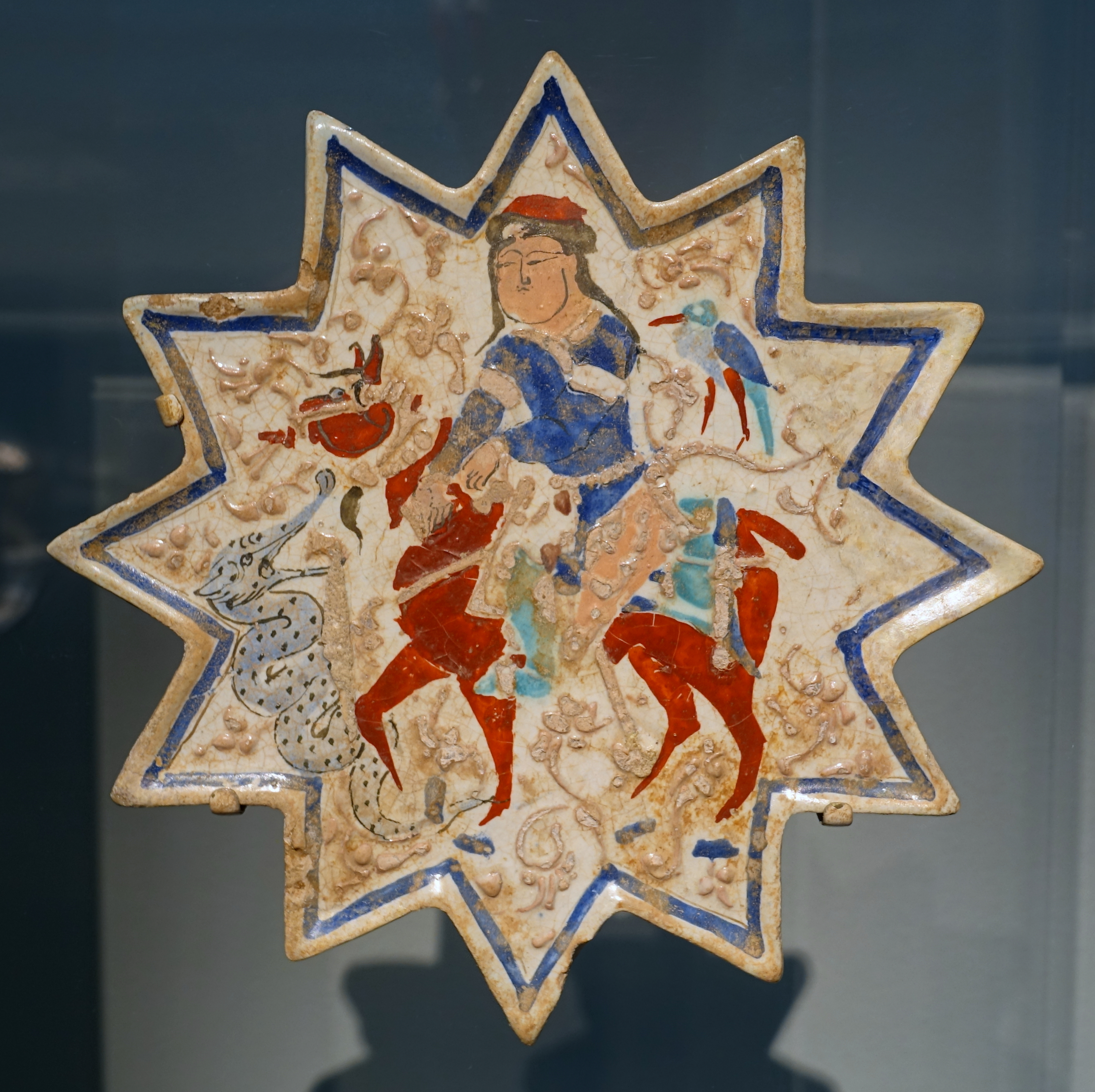
Rajola estrella amb Rustam i drac
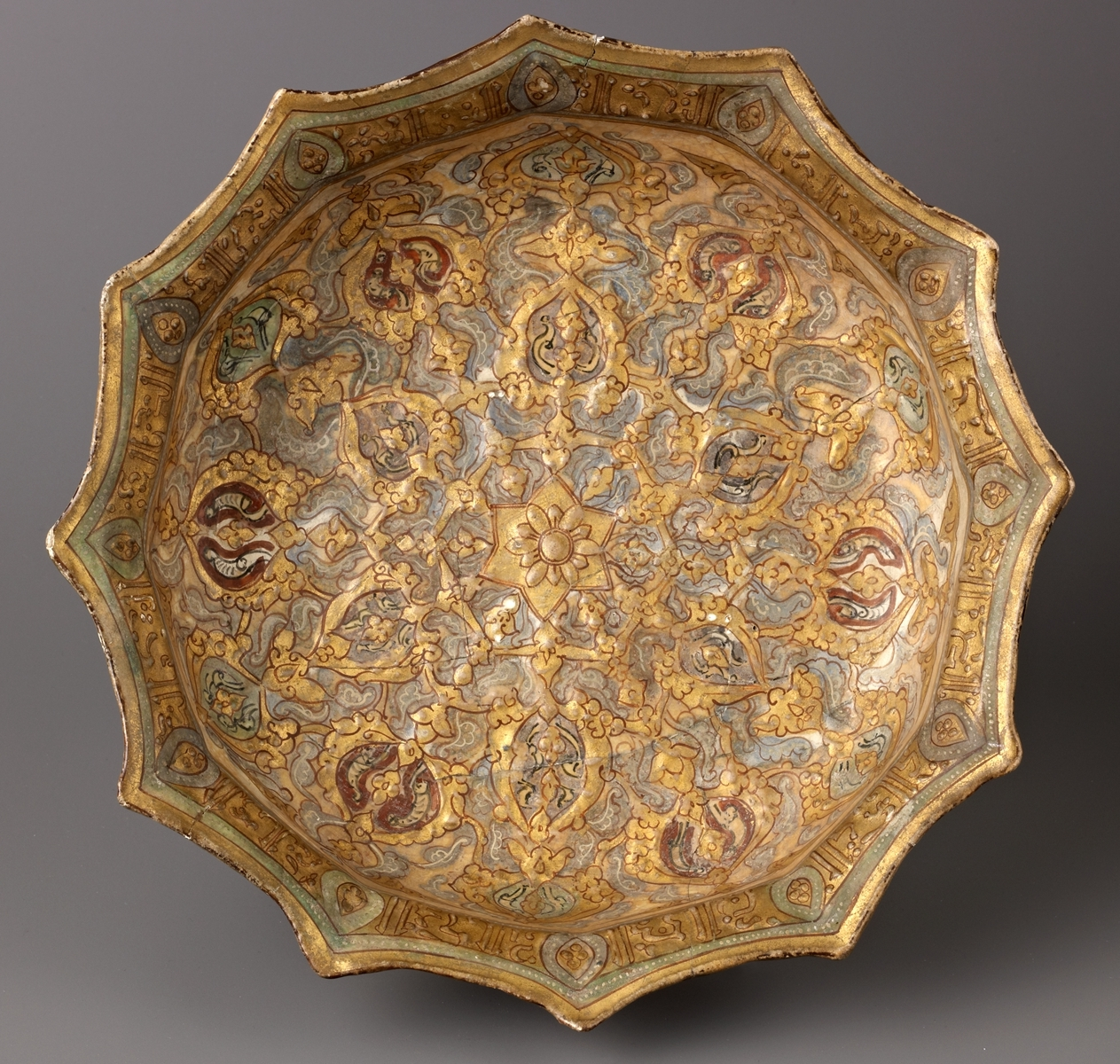
"Conca facetada", amb daurat sobre el patró aixecat en llisca. Després del 1200.
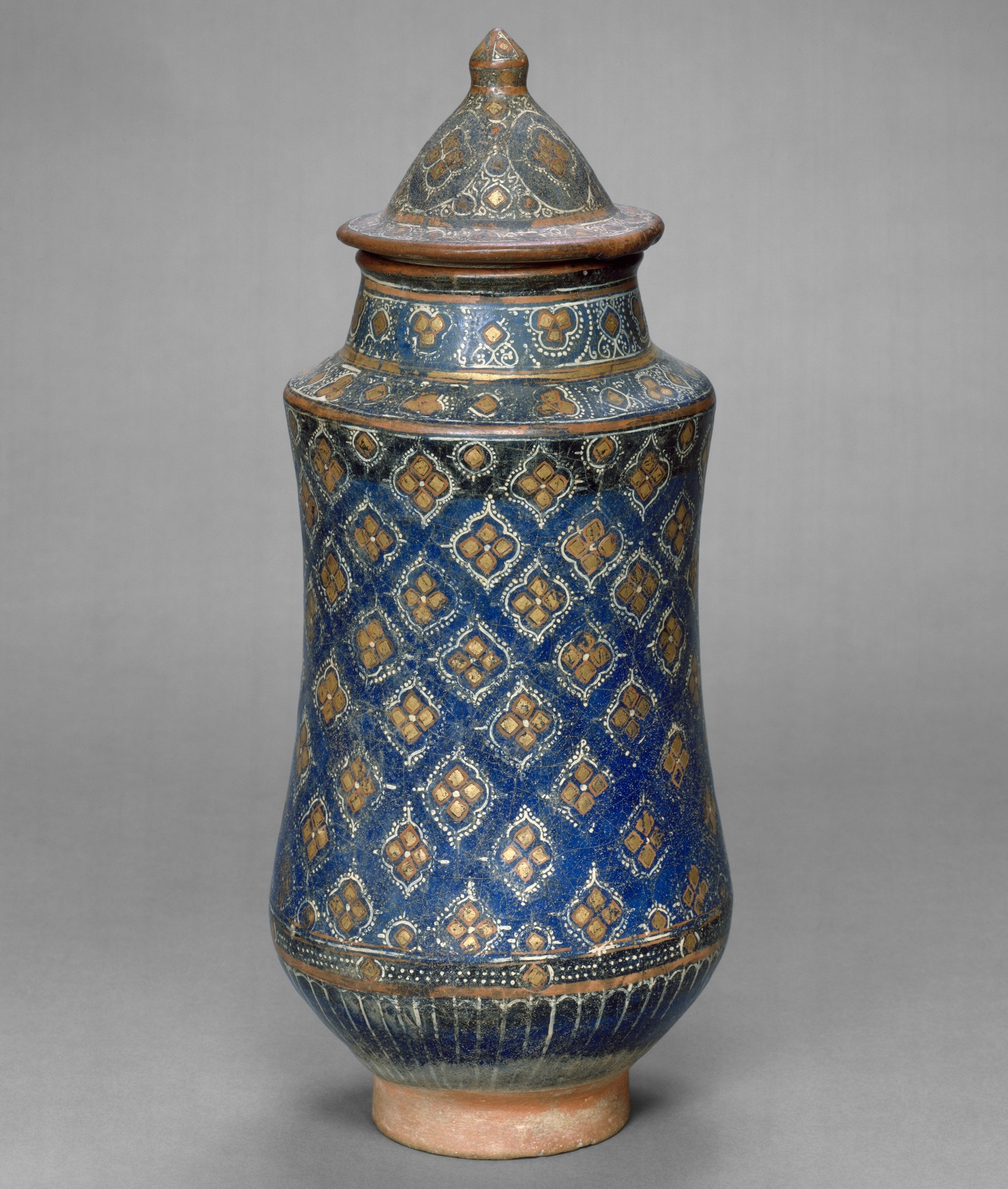
Pot d'Albarel a l'estil "lajvardina" posterior; després de 1250
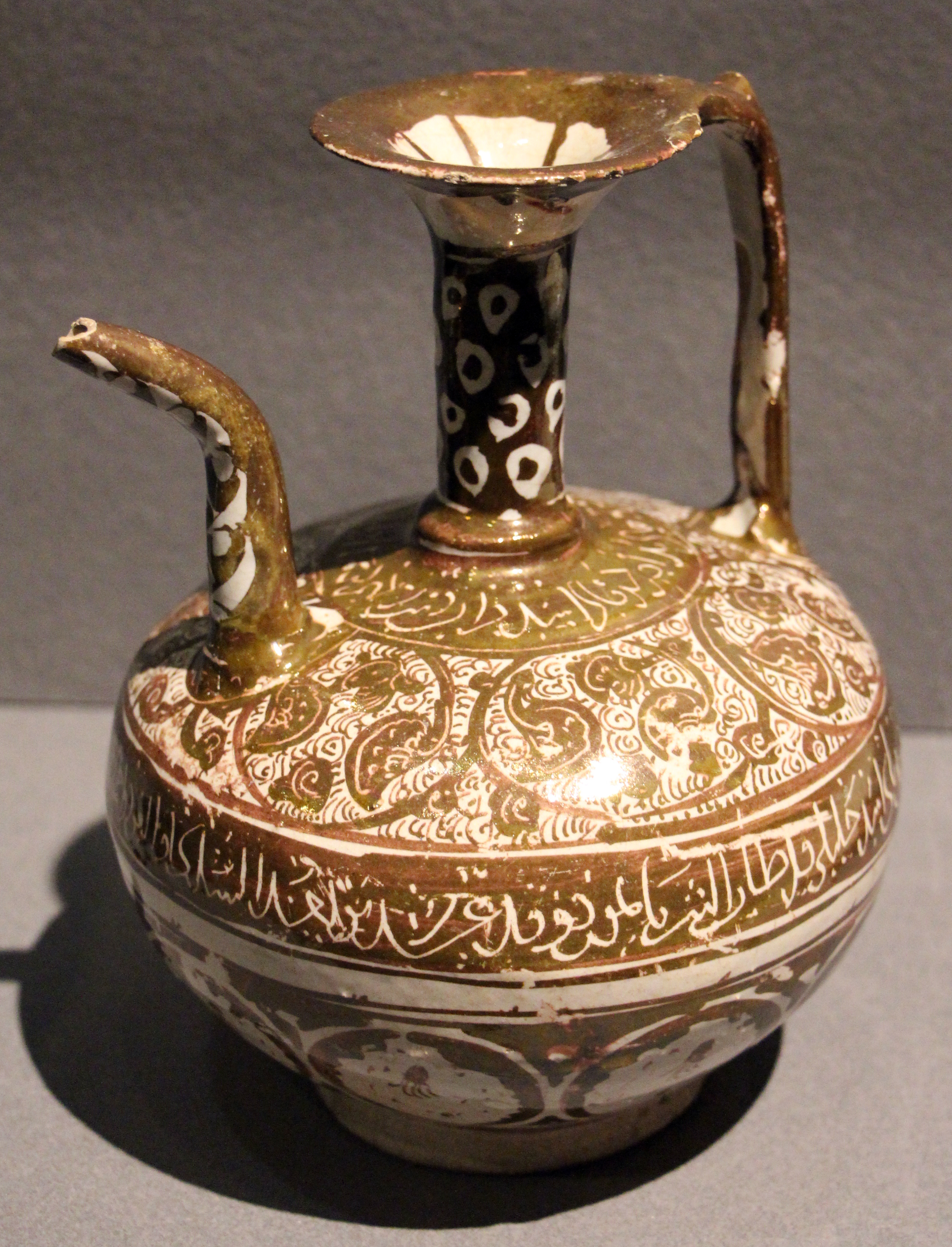
Aigüera amb brillantor d'or, 1190-1210